# Acanthocythereis hystrix
Acanthocythereis hystrix is een mosselkreeftjessoort uit de familie van de Trachyleberididae. De wetenschappelijke naam van de soort is voor het eerst geldig gepubliceerd in 1850 door Reuss.